# قصر مقطع الصفا (آيت خباش)
قصر مقطع الصفا هو دُوَّار يقع بجماعة الريصاني، إقليم الرشيدية، جهة درعة تافيلالت في المملكة المغربية. ينتمي الدوّار لمشيخة آيت خباش التي تضم 13 دوار. يقدر عدد سكانه بـ 109 نسمة حسب الإحصاء الرسمي للسكان والسكنى لسنة 2004.

## روابط خارجية
- البوابة الوطنية للجماعات الترابية نسخة محفوظة 12 مارس 2018 على موقع واي باك مشين.
- المندوبية السامية للتخطيط